# Zilveren standaard

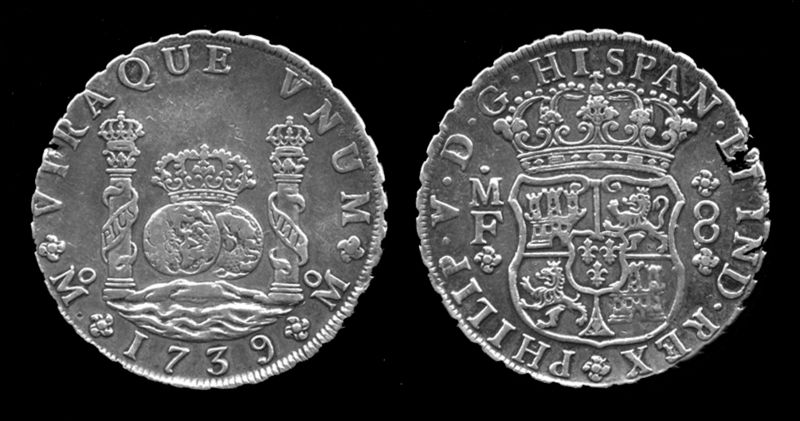
De Spaanse dollar die vier eeuwen lang de internationale handel domineerde.

De zilveren standaard is een muntstelsel waarbij de waarde van een munt gekoppeld is aan het gewicht van  zilver. Het zilver werd gebruikt als materiaal waaruit de munten werden vervaardigd.
Zilver was in ruimere mate beschikbaar dan goud waardoor het wereldwijd werd gebruikt voor munten. De eerste tetradrachmen zijn omstreeks 515-510 v.Chr. in Griekenland geslagen. Na de ontdekking in de 16e eeuw van grote zilvervoorraden bij de Potosí (Bolivia) door de Spanjaarden, ontstond er een internationale zilverstandaard door het gebruik van Spaanse munten. De zilveren munten gingen naar Europa, maar ook naar de Filipijnen met de Manillagaljoenen. Vanuit Manilla werd gehandeld met het Chinese vasteland een Chinese handelaren accepteerden alleen zilver. Deze zilveren munten speelden bijna vierhonderd jaar lang een grote rol als internationale handelsvaluta. In de Verenigde Staten werden de Spaanse munten gebruikt voor het binnenlands betalingsverkeer.
In 1696 werd in Engeland de dubbele standaard ingevoerd, naast zilveren munten kwamen ook gouden munten in omloop. Frankrijk volgde in 1803, en in de wet werd vastgelegd dat een kilo zilver stond gelijk aan 200 Franse frank en een kilo goud aan 3100 frank. In 1816 kwam Nederland erbij en België in 1832. Omdat de prijs van goud en zilver niet altijd parallel bewogen, kregen soms gouden en dan weer zilveren munten de voorkeur voor betalingen. Dit nadeel leidde er uiteindelijk toe dat de zilveren standaard weer werd ingevoerd, in Nederland gebeurde dit in 1847 en België volgde drie jaar later. Engeland had in 1816 ook afscheid genomen van de dubbele standaard, maar koos voor goud.
Na de Duitse overwinning in de Frans-Duitse Oorlog (1870-1871) eiste Duitsland een enorme schadevergoeding van 200 miljoen pond sterling. Duitsland kocht met dit geld veel goud. In juli 1873 stapte Duitsland over op de gouden standaard. Hiermee zette het ook andere landen onder druk dezelfde overstap te maken, zo volgde Frankrijk in 1876.
Vanaf 1847 had Nederland de zilveren standaard: de gulden, de halve gulden en de rijksdaalder hadden een intrinsieke (metaal-)waarde die gelijk was aan de nominale waarde. De zilveren standaard had destijds het bijkomstig probleem dat de Nederlandse gulden in Nederlands-Indië meer waard was dan de nominale waarde van een gulden, omdat de zilverprijs in de Oost hoger lag. Omsmeltpraktijken waren dan ook aan de orde van de dag. 
In 1875 ging Nederland definitief over op de gouden standaard mede omdat goudprijs was vastgelegd. België nam in 1926 afscheid van het zilver.